# Aigues-Vives (Gard)
Aigues-Vives é uma comuna francesa na região administrativa de Occitânia, no departamento de Gard. Estende-se por uma área de 12 km². Em 2010 a comuna tinha 3 400 habitantes (densidade: 283,3 hab./km²).